# Kateket
En kateket är en lärare som driver katekisation, eller den som undervisar katekumenerna i den kristna trosläran i avsikt att de ska motta dopet. Ibland avses allmänt den som undervisar icke-kristna i kristendom, missionärer.
Ordet kateket kommer av grekiskans κατηχητής, undervisare.

## I den tidiga kristendomen
Ursprungligen var dessa lärare inga särskilda kyrkliga ämbetsmän, utan både präster och lekmän kunde tjänstgöra som kateketer. Då sedermera katekumenundervisningen mera utbildades och för detta ändamål kateketskolor inrättades, uppkom ett särskilt kateketämbete. Den mest bekanta av de äldre sådana var kateketskolan i Alexandria, stiftad troligen i början 100-talet, och såsom dess förnämste lärare nämns Pantaenus, Klemens och Origenes. När kristendomen allmänt infört barndop och katekumenatet följaktligen upphörde, avskaffades kateketämbetet och kateketskolorna.

## Kateketskolor i Stockholm
I Stockholm har det funnits ett slags söndagsskolor, upprättade av det år 1771 stiftade Pro Fide et Christianismo vilka kallades kateketskolor, och vilkas lärare kallades för kateketer. År 1777 inrättades två sådana skolor, en för staden inom broarna och en för Södermalm. Genom donationer sattes samfundet i stånd att så småningom öka dessa skolors antal. Den rådande okunnigheten hos den fattigare befolkningens barn föranledde inrättandet av dessa skolor, i vilka, enl. de äldsta instruktionerna, skulle meddelas undervisning "dels åt personer över 15 års ålder, vilka icke hava nöjaktig kristendomskunskap, dels åt barn, som, antagna i tjenst på fabriker eller i handtverk eller av vilka orsaker som hälst, sakna tillfälle till en daglig skolgång". Praxis blev sedermera att till dessa skolor skickades de minst försigkomna av årets konfirmander. Därefter inordnades kateketskolorna i folkskolornas så kallade "söndags- och aftonskolor".
Kateketer förekommer också inom katolicismen.

## Kateketer bland samerna
Den norske prästen och missionären Thomas von Westen föreslog i början av 1700-talet att man i Sverige skulle inrätta en uppsökande missionsverksamhet bland samerna enligt norsk förebild. Resultatet blev en kunglig förordning om "Lappländarnes flitigare undervisning i kristendomen och skolars inrättande där i orten". Redan tidigare fanns Skytteanska skolan i Lycksele, men nu inrättades också skolor i Åsele, Arjeplog, Jokkmokk, Gällivare, Jukkasjärvi, Föllinge och Utsjoki. Dessa skolor var tvååriga och gav undervisning på samiska i kristendom och innantilläsning. Sex samebarn togs emot i varje skola. Detta var basen för undervisningen bland samerna.
Bland de före detta eleverna utsågs också kateketer, vilka hade till uppgift att undervisa samer hemma hos dem själva. En same som inte fått plats för sina barn i skolan kunde hos församlingsprästen begära att få en kateket till sig. Denne kunde då stanna i familjen en hel vinter och undervisa barnen. 
Skolorna i Åsele, Arjeplog, Jukkasjärvi och Karesuando lades ned 1820 och en ny undervisningsform, mer baserad på kateketernas verksamhet, infördes. I Åsele anställdes då två kateketer, i Arvidsjaur två, i Arjeplog fyra samt i Jukkasjärvi och Karesuando vardera en. Kateketernas uppgift blev därmed i större utsträckning att resa runt mellan olika familjer i lappbyarna och undervisa barnen, en nyordning som kraftigt kritiserades av Petrus Læstadius.
År 1846 beslutades att kateketverksamheten bland samerna skulle läggas ned, men beslutet verkställdes bara delvis. Efter 1877 års reform var kateketskolorna ett alternativ till de fasta lappskolorna och de utgjorde förebild för de flyttande nomadskolor som infördes 1913.

## Kateketer i katolska kyrkan i Sverige idag
I de katolska församlingarna (44 församlingar år 2019) undervisas barn och ungdomar i kyrkans tro, oftast på helger. Undervisningen ges i studiecirkelform och kallas katekes.  Den vänder sig till barn och ungdomar i åldrarna 7-16 år. Även vuxna erbjuds trosfördjupning. Denna trosundervisning bärs till stor del upp av frivilliga krafter som kallas kateketer. Benämningen är en anpassning till internationellt katolskt språkbruk, exempelvis ”catechists" på engelska eller "Katecheten" på tyska. Katolska Pedagogiska Nämnden organiserar sedan 2007 en "Kateketens dag" vartannat år, där kateketer från hela landet bjuds in till en inspirationsdag med den katolske biskopen. KPN ger även ut en tidskrift ”KateketNytt” som skickas till landets kateketer. Antalet kateketer i de katolska församlingarna i Sverige idag antas uppgå till 600-700. Enligt den senaste statistiken från Vatikanen så fanns det i Europa 523.726 och i världen 3.120.321 kateketer.